# Louise Brown
Louise Joy Brown, född 25 juli 1978 i Oldham, Greater Manchester med födelsevikten 2.608 gram, är en brittisk kvinna. Hon föddes som världens första barn efter IVF-behandling. 
Föräldrarna var John (1941–2006) och Lesley Brown (död 2012). Födelsen ägde rum kl 23.47 lokal tid med kejsarsnitt på Oldham General Hospital. Provrörsbefruktningen kom till stånd med hjälp av gynekologen Partrick Steptoe, sjuksköterskan och embryologen Jean Purdy och fysiologen Robert Edwards. Dessa hade utvecklat en metod, för vilken Robert Edwards 2010 fick Nobelpriset i fysiologi eller medicin.
Även lillasystern Nathalie föddes efter IVF-behandling. Louise Brown gifte sig med Wesley Mullinder 2004 och födde sonen Cameron i december 2006 efter en spontan graviditet. I dag bor Brown i Bristol, där hon också växte upp, och har arbetat som bland annat sjuksköterska och postanställd.